# Serafino Conti
Serafino Conti (Teramo, 17 novembre 1921 – ...) è stato un calciatore italiano, di ruolo centrocampista.

## Biografia
Era fratello di Emilio Conti, a sua volta ex calciatore professionista; per questo motivo era noto anche come Conti II.

## Carriera
Giocò quattro stagioni in Serie A con Anconitana, Vicenza e Livorno.

## Palmarès

### Club

#### Competizioni nazionali
- Serie C: 2

Anconitana: 1941-1942, 1949-1950